# León (médico)
León (Leo o Leon; en griego: Λεών) fue un filósofo y médico llamado φιλόδοφος καὶ ἰατρός que vivió durante el siglo IX. Fue autor de varias obras sobre medicina entre las que destaca el libro, en siete volúmenes, titulado Σύνοφις τῆς Ἰατρικῆς, Conspectus Medicinae, donde se describen unas doscientas enfermedades muchas de ellas ya recopiladas por Galeno de Pérgamo.